# Мідленд (округ, Мічиган)
Шаблон:StateAbbr_ 43°38′ пн. ш. 84°23′ зх. д. / 43.64° пн. ш. 84.39° зх. д.
Округ  Мідленд (англ. Midland County) — округ (графство) у штаті Мічиган, США. Ідентифікатор округу 26111.

## Історія
Округ утворений 1831 року. Місто Мідленд, центр округу, офіційно зареєстроване в 1887 році, а через 3 роки, в 1890 році, Герберт Генрі Дау приїжджає і засновує хімічну корпорацію Dow Chemical Corporation, яка зараз є однією з найбільших хімічних компаній у світі.

## Демографія
За даними перепису 
2000 року 
загальне населення округу становило 82874 осіб, зокрема міського населення було 45430, а сільського — 37444.
Серед мешканців округу чоловіків було 40646, а жінок — 42228. В окрузі було 31769 домогосподарств, 22691 родин, які мешкали в 33796 будинках.
Середній розмір родини становив 3,04.
Віковий розподіл населення поданий у таблиці:
| Стать    | До 15 років | 15-21 | 22-29 | 30-39 | 40-49 | 50-65 | 65-85 | Понад 85 |
| -------- | ----------- | ----- | ----- | ----- | ----- | ----- | ----- | -------- |
| Чоловіки | 9424        | 4392  | 3637  | 6128  | 6597  | 6260  | 3857  | 351      |
| Жінки    | 9027        | 3961  | 3664  | 6390  | 6896  | 6523  | 4941  | 826      |

## Суміжні округи
- Гледвін — північ
- Бей — схід
- Сегіно — південний схід
- Грешіт — південь
- Ізабелла — захід
- Клер — північний захід

## Виноски
1. ↑  Midland History | Midland, MI - Official Website. cityofmidlandmi.gov. Процитовано 14 березня 2024.
2. ↑  U.S. Decennial Census. United States Census Bureau. Архів оригіналу за 19 липня 2018. Процитовано 27 вересня 2014.
3. ↑  Historical Census Browser. University of Virginia Library. Архів оригіналу за 11 серпня 2012. Процитовано 27 вересня 2014.
4. ↑  Population of Counties by Decennial Census: 1900 to 1990. United States Census Bureau. Архів оригіналу за 15 листопада 2018. Процитовано 27 вересня 2014.
5. ↑  Census 2000 PHC-T-4. Ranking Tables for Counties: 1990 and 2000 (PDF). United States Census Bureau. Архів оригіналу (PDF) за 18 грудня 2014. Процитовано 27 вересня 2014.
6. ↑  State & County QuickFacts. United States Census Bureau. Архів оригіналу за 6 червня 2011. Процитовано 28 серпня 2013.(англ.) Наведено за англійською вікіпедією.
7. ↑  American FactFinder. Бюро перепису населення США. Архів оригіналу за 26 лютого 2012. Процитовано 31 січня 2008.

| США | Це незавершена стаття з географії США. Ви можете допомогти проєкту, виправивши або дописавши її. |